# Cirsium decussatum
Cirsium decussatum là một loài thực vật có hoa trong họ Cúc. Loài này được Janka mô tả khoa học đầu tiên.